# Bering-földhíd

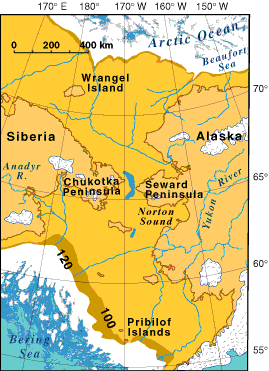
A Bering-földhíd kiterjedése a Würm-glaciális idején, amikor a tengerszint kb. 120 méterrel csökkent

A Bering-földhíd vagy Beringia Alaszkát és Szibériát kötötte össze – a mai Csukcs-félszigeten keresztül – egyes jégkorszakokban, amikor a világtenger szintjének csökkenése miatt a Bering-szorosban lévő víz visszahúzódott. Ez mintegy 35 ezer évvel ezelőtt, valamint i. e. 22 ezer és 7000 között többször is megtörtént. A földsáv legnagyobb szélessége mintegy 1600 km lehetett.
Az eljegesedések idején az óceánok vizének egy része a Föld északi és déli sarkain képződő jégsapkákban gyűlik össze, így a világtenger vízszintje alacsonyabb lesz. Mivel a Bering-szoros, a tőle északra lévő Csukcs-tenger és a délre lévő Bering-tenger egyaránt sekély, akár a tengerfenék is a felszínre kerülhet.
Feltételezések szerint az amerikai kontinens a Bering-földhídon keresztül népesült be mind bizonyos állatfajokkal (például oroszlán, gepárd – melyek azóta itt kipusztultak), mind emberekkel. Az őslakók szárazföldön keresztül történt bevándorlásának időszaka kb. 12 ezer éve lehetett, de egyes feltételezések szerint már korábban áthajózott néhány Kelet-Ázsia partjain élő csoport, melyek a másik földrészen szintén a part mentén telepedtek le. Ha léteznek leletek, melyek ezt megerősítik, azok az egykori partvonalon, azaz a maitól több kilométer távolságra, a tenger mélyén fekszenek.
A Beringia szót használják az oroszországi Kolima folyótól a kanadai Mackenzie folyóig terjedő régió megnevezésére is.